# Hifuyo Uchida
Hifuyo Uchida, és un exfutbolista japonès.

## Selecció japonesa
Hifuyo Uchida va disputar 2 partits amb la selecció japonesa.